# Getrine
Getrine ist eine Siedlung im Quarter (Distrikt) Laborie im Süden des Inselstaates St. Lucia in der Karibik. 2015 hatte der Ort 463 Einwohner.

## Geographie
Die Siedlung liegt im Süden der Insel im Hinterland bei Saltibus. Im Umkreis liegen die Siedlungen Giraud (N), Fond Berange (O) und Londonderry (W).

## Klima
Nach dem Köppen-Geiger-System zeichnet sich Getrine durch ein tropisches Klima mit der Kurzbezeichnung Af aus.